# ダイ・ハード4.0
『ダイ・ハード4.0』（原題：Live Free or Die Hard）は、2007年のアメリカのアクションスリラー映画で、「ダイ・ハード」シリーズの第4作目。監督はレン・ワイズマン、脚本はマーク・ボンバックが務め、原作はジョン・カーリンが1997年にWired誌に寄稿した記事『A Farewell to Arms』である。原題は、ニューハンプシャー州の標語「Live Free or Die」（自由に生きるか、さもなくば死を）に由来する。

## ストーリー
アメリカ独立記念日前夜、ワシントンD.C.のFBI本部にある全米のインフラ監視システムがハッキングされた。FBI副局長のボウマンは「犯人特定のため全米のハッカーたちを一斉に保護せよ」と指令を出した。
ニューヨーク市警察のジョン・マクレーンは、カムデン (ニュージャージー州)在住のハッカーマシュー・ファレルを連行する途中で、何者かに襲撃される。同様に全米各地の7人のハッカーが襲われ、24時間以内に殺害されていた。
最新のハイテクを駆使するトーマス・ガブリエル率いるサイバーテロ組織を相手に、完全なアナログ人間であるマクレーンがいつもの如く理不尽な運命を愚痴りながらも、ハッカーのファレルの助けを借りて、反撃を開始する。だが、マクレーンの執拗な追撃に対して、テロリスト達は娘のルーシーを人質にする。

## キャスト

### 主要人物
ジョン・マクレーン刑事
演 - ブルース・ウィリス
本作の主人公で、ニューヨーク市警察にある統合テロ対策班の刑事。今作で警官になってからは30年勤務しており、ベテラン刑事として知られている。ブルックリン在住で、行き違いが続き、前作では別居状態だった妻のホリーとは遂に離婚した。子供たちに過保護に接していることで、当の子供たちからは敬遠されている。本作では「刑事」としか言及されないが、階級は「警部補」（ファレル宅訪問時の身分証を参照）となっており、前作の捜査一課からテロ対策班に配置換えになっている。また、前作までは愛煙家だったが今作では遂に禁煙に踏み切っている。
マシュー（マット）・ファレル
演 - ジャスティン・ロング
ハッカーの青年。今作のマクレーンの相棒。「60年代は…70年代は…」と総括してしまう傾向があり、既存のメディアに強い不信感を持つなどの典型的なネット世代であるが、ハッカーとしての腕は優秀で、PDAで人工衛星をハッキングしてワシントンD.C.から最も近い発電所を探し当てたり、ガブリエル達によって書き換えられたシステムを更に書き換えたりしていた。また、アメリカン・コミックスの大ファンで、自室にフィギュアをいくつか飾っている。知らずにテロリストの手助けをしてしまった上に口封じに殺されそうになるが、その場にいたマクレーンに救われ、以降は行動を共にする。その後、逃げ腰を発揮していたものの、次第に自分のしたことの責任を自覚し、自分の能力を評価してくれたマクレーンを慕い手助けする。
ルーシー・ジェネロ（マクレーン）
演 - メアリー・エリザベス・ウィンステッド
ジョン・マクレーンの娘。両親の離婚で母につく。当初は何かと過保護なジョンに対して反抗的だったが、次第に信頼する様子も見せる。また、気の強さと手の早さは父親似というよりも母親似。終盤ではガブリエルの罠に嵌まって人質にされるが、最終的にはマクレーンとファレルに救出される。

### サイバーテロ・グループ
トーマス・ガブリエル
演 - ティモシー・オリファント
テログループのリーダーで、元国防総省公共機関の保安担当チーフプログラマーであり、ボウマンの元同僚でもある。横暴かつ自己中心的な性格で、非常にプライドが高く、目的達成のためならば無関係な人間を巻き添えにしたり、仲間を切り捨てることも厭わないために、その性格や行動は内外部から危険視されていた。特にマクレーンの邪魔に冷静さを失って感情を露わにする一面も多く、「社交性がない」と分析されるシーンもあり、仲間であるマイやトレイ、エマーソンからは内心で見下されているなど人望も薄い。
また、ハッカーを殺害したやり方から『殺しのプロではない』とマクレーンから見抜かれるなど、暗殺と破壊工作は不得手な様子。しかし反面では、それなりに高い知能と高度なハッキング技術を持っており、作中では仲間のハッキング技術を駆使して様々な策を巡らせていた。また、マクレーンを「デジタル時代のハト時計」（正確な翻訳は「デジタル時代のタイメックス・ウォッチ」）と例えていた。
在任中に米国の危機管理システムの脆弱性を指摘するが、上司に適当にあしらわれた。自分の考えを認めさせるために、統合参謀本部会議に無許可で乗り込んだ挙句に、上層部の目の前でラップトップPC一台でNORAD（北アメリカ航空宇宙防衛司令部）の管理システムを崩壊まで追い込むという暴挙に出て、頭に銃を突き付けられるまで止めなかった。その行動が仇となって風評を流され、最終的には辞職にまで追い込まれた。
その後、在任中に自らが設計したプログラムを利用して、ウッドローンのSNA（社会保障局）施設データベースに保存された金融バックアップデータを入手し、巨万の富を得ようと目論む。その過程で計画の障害になりうると目を付けたマクレーンと対立し、様々な戦いを繰り広げる。その後は移動中の中継アジトに乗り込んできたマクレーンを追い詰め、その肩の傷を銃口で抉ったが、そのまま自らの肩ごと撃ち抜くというマクレーンの荒業によって射殺される。
マイ・リン
演 - マギー・Q
ガブリエルの部下で、恋人。アジアンビューティーな美貌で男性を魅了している。印象的な美声を持っているが、それが仇となって、緊急無線において偽オペレータを演じた際に、ファレルから以前に聞いた声だと悟られた。小柄な体躯ながら射撃や格闘に秀でており、マクレーンからは「すぐ人を蹴る女」と形容されていた。体格差で不利なマクレーンに善戦して一度は有利になるが、エレベーターシャフトから車ごと転落し、更にはマクレーンの渾身の一撃を受けて気絶する。その後意識を取り戻しエレベーターシャフトから脱出するマクレーンを射殺しようとするが、その瞬間車がシャフトから落下し死亡する。
ランド
演 - シリル・ラファエリ
ガブリエルの部下。パルクールを使い、垂直の壁を駆け上がるなどのマイと同等の格闘術を持つ。また、強靭な運動神経をしており、度々マクレーンとファレルを窮地に陥れている。マクレーンとファレルを始末するために襲い掛かるも度々失敗に終わり、ウッドローンの社会保障局での交戦ではパルクールによりパイプに捕まる、ぶら下がりながら発砲するなどマクレーンを翻弄するが、液体窒素を浴びせられた上に冷却装置の歯車に巻き込まれるという最期を遂げた。
エマーソン
演 - エドアルド・コスタ
ガブリエルの部下で、現場班のリーダー。基本はウッドローンの社会保障局での現場班として活動しているが、現場で動いている事もあって現場の人間の苦労を省みないガブリエルの姿勢には苛立ちを見せる事も多い。また、左腕に「侍魂 誇り」、右腕に「男の心 戦い」という文字のタトゥーを施している。終盤ではルーシーの父親譲りの護身術によって腰のホルスターに装備していたハンドガンで右足の甲を撃ち抜かれ、直後にガブリエルが射殺されたと同時にマクレーンに銃を向けるが、最後はマクレーンが落とした銃を手にしたファレルに撃たれて死亡する。
トレイ
演 - ジョナサン・サドウスキー
ガブリエルの部下で、サイバー班のリーダー。ガブリエルに従って動いてはいるものの、彼の常軌を逸した無茶な命令には何度か躊躇を見せていた。また、ハッカーとしてそれなりの拘りがあるようで、歴代大統領の演説映像を編集して作られた犯行声明映像を流した際は「もっとニクソンを使いたかった」と言っていた。他のサイバー要員たちがガブリエルの指示で始末された際にも、彼一人だけは例外とされた。終盤では単身で中継アジトに乗り込んできたマクレーンに撃たれて死亡した。

### その他の登場人物
ボウマン
演 - クリフ・カーティス
FBIの副局長で、ガブリエルのかつての同僚。これまでのシリーズで登場したFBI捜査官とは違ってまともな思考を持ち、全米規模で起きたテロと戦うマクレーンに対しても協力的で、防弾チョッキを着て自ら現場に赴くなどの勇敢さと真面目さがうかがえる。マクレーンと協力して動いていた際にはペンタゴンに連絡してウッドローンへF-35戦闘機を向かわせるなどの可能な限りの手を打って積極的に彼をサポートした。
ワーロック
演 - ケヴィン・スミス
本名フレデリック（フレディ）・カルーディス。ボルチモア在住のハッカー。母親と暮らす自宅で、外部の人間と会うことを避ける生活を送っている。ファレルに引けを取らない程のハッキング能力を持っており、実際に停電の中で持ち前のハッキング能力を活かして発電所の電気を自分の家だけに通していたり、テロ発生前にはガブリエルの経歴を独自に調べて彼の危険性について熟知しているが、特にコンピューターに精通しているだけでなく前時代的なCB無線も使いこなしている。また、『スター・ウォーズ』の大ファンという事もあってファレルからは「デジタル時代のジェダイ」と評されている。ガブリエルが逆ハックを仕掛けてきた際にもその居場所を突き止めて見せたり、本編終盤においては携帯電話すら使えなくなった通信網被害の中で、CB無線で連絡してきたマクレーンの頼みを受けて、FBIのボウマンに連絡回線を構築した。
ジョンソン捜査官
演 - ヤンシー・アリアス
FBI捜査官。ボウマンからマクレーンとファレルを国土保障局本部までパトカーで護送運転するように命じられるが、後に同僚との無線でのやりとりをガブリエルに傍受された上に無線に割り込まれて誘導され、最後はヘリコプターで待ち伏せしていたランド達の銃撃に遭って死亡する。

## 日本語吹替
| 役名                       | 俳優                                 | 日本語吹替        | 日本語吹替        |
| 役名                       | 俳優                                 | 劇場公開版        | ソフト版          |
| -------------------------- | ------------------------------------ | ----------------- | ----------------- |
| ジョン・マクレーン         | ブルース・ウィリス                   | 野沢那智          | 樋浦勉            |
| マシュー・ファレル         | ジャスティン・ロング                 | 川中子雅人        | 川中子雅人        |
| ルーシー・ジェネロ         | メアリー・エリザベス・ウィンステッド | 園崎未恵          | 園崎未恵          |
| トーマス・ガブリエル       | ティモシー・オリファント             | 東地宏樹          | 東地宏樹          |
| マイ・リン                 | マギー・Q                            | 坪井木の実        | 坪井木の実        |
| ランド                     | シリル・ラファエリ                   | 前島貴志          | 前島貴志          |
| ボウマン                   | クリフ・カーティス                   | 内田直哉          | 内田直哉          |
| トレイ                     | ジョナサン・サドウスキー             | 佐藤淳            | 佐藤淳            |
| キャスパー                 | アンドリュー・フリードマン           | 河相智哉          | 河相智哉          |
| ワーロック                 | ケヴィン・スミス                     | 坂東尚樹          | 坂東尚樹          |
| テイラー                   | クリスティーナ・チャン               | 野沢由香里        | 野沢由香里        |
| ラジ                       | サン・カン                           | 櫻井章喜          | 櫻井章喜          |
| モリーナ                   | ジェリコ・イヴァネク                 | 中博史            | 中博史            |
| ルッソ                     | ヨーゴ・コンスタンティン             | 世古陽丸          | 世古陽丸          |
| ジム                       | ジェイク・マクドーマン               | 鳥海勝美          | 鳥海勝美          |
| スクラビーノ               | クリス・エリス                       | 佐々木敏          | 佐々木敏          |
| クレイ                     | マット・オリアリー                   | 杉山大            | 杉山大            |
| サマー                     | ティム・ラス                         | 木村雅史          | 木村雅史          |
| エマソン                   | エドアルド・コスタ                   | 高瀬右光          | 高瀬右光          |
| ジョンソン                 | ヤンシー・アリアス                   | 根本泰彦          | 根本泰彦          |
| ジャック・パリー           | ジョー・ゲレッティ                   | 巻島康一          | 巻島康一          |
| 高速道路にいる女リポーター | メリッサ・ノウルズ                   | 森夏姫            | 森夏姫            |
| ラフリン                   |                                      | 高宮俊介          | 高宮俊介          |
| ワイズマン                 |                                      | 沢木郁也          | 沢木郁也          |
| ロードサービス女           |                                      | 呉林卓美          | 呉林卓美          |
| 巡査                       |                                      | 日向とめ吉        | 日向とめ吉        |
| 無線女                     |                                      | 宇乃音亜季        | 宇乃音亜季        |
|                            |                                      |                   |                   |
| 演出                       |                                      | 中野洋志          | 中野洋志          |
| 翻訳                       | 戸田奈津子（字幕）                   | 税田春介          | 税田春介          |
| 調整                       |                                      | 菊池聡史 北浦祥子 | 菊池聡史 北浦祥子 |
| 制作                       |                                      | ACクリエイト      | ACクリエイト      |

- DVD・BDには劇場公開版・ソフト版どちらも収録されている。
- ビデオ・オン・デマンドなど各種配信や民放での再放送には劇場公開版が、WOWOWやザ・シネマ、スターチャンネルなどでの再放送にはソフト版が主に使用されている。

## 地上波放送履歴
| 回数 | テレビ局   | 番組名          | 放送日         | 放送時間    | 放送分数 | 吹替版     | 平均世帯 視聴率 |
| ---- | ---------- | --------------- | -------------- | ----------- | -------- | ---------- | --------------- |
| 初回 | テレビ朝日 | 日曜洋画劇場    | 2010年1月3日   | 21:00~23:30 | 150分    | 劇場公開版 | 13.9%           |
| 2回  | フジテレビ | 土曜プレミアム  | 2010年10月30日 | 21:30~23:40 | 130分    | ソフト版   | 16.0%           |
| 3回  | テレビ朝日 | 日曜洋画劇場    | 2011年10月30日 | 21:00~23:19 | 139分    | 劇場公開版 | 13.2%           |
| 4回  | 日本テレビ | 金曜ロードSHOW! | 2014年1月10日  | 21:00~22:54 | 114分    | 劇場公開版 | 13.1%           |
| 5回  | 日本テレビ | 金曜ロードSHOW! | 2016年7月1日   | 21:00~22:54 | 114分    | 劇場公開版 | 9.3%            |

## スタッフ
- 監督：レン・ワイズマン
- 製作：ブルース・ウィリス、ジョン・マクティアナン、アーノルド・リフキン
- 脚本：マーク・ボンバック
- 撮影：サイモン・ダガン
- 音楽：マルコ・ベルトラミ
- 主題歌：クリーデンス・クリアウォーター・リバイバル「フォーチュネイト・サン」

## その他
- 本作は『エネミー・オブ・アメリカ』のデヴィット・マルコーニが執筆した脚本が基になった。この脚本は単独作品として製作されるはずだったが、2001年9月のアメリカ同時多発テロ事件の影響により娯楽映画の題材として相応しくないと判断されて企画中止となった。同時期、20世紀フォックスは『ダイ・ハード3』の続編の製作を進めていたが難航し、マルコーニの脚本が充てがわれた。この脚本をダグ・リチャードソン、マーク・ボンバック、ウィリアム・ウィッシャーが『ダイ・ハード』シリーズに沿ってリライトし、本作の脚本は完成された。
- 撮影中の仮題（working title）は、第2作が"Die Hard 2: Die Harder"の題で宣伝されていたことに倣って「Die Hard 4:Die Hardest」とされていた。今作の仮題は他にも、"Die Hard 4:Reset"や、当初『ティアーズ・オブ・ザ・サン』（2003年）に因んだ"Die Hard 4:Tears of the Sun"などがあった。
- 2007年5月6日、アメリカにある『ダイ・ハード4.0』についての映画批評のインターネット掲示板にブルース・ウィリス本人が登場し、映画についての質疑応答を行った。本人かどうか疑われたため、iChatを使い掲示板の管理人と直接チャットをし、当人であるという証拠映像を見せた[5]。
- 劇中、テロリストからの犯行声明の映像は、実際の歴代アメリカ合衆国大統領（テレビ演説などの動画が残っているルーズヴェルトから公開当時の現職ブッシュまで）の演説映像をつなぎ合わせて作られている。
- テログループの首謀者ガブリエルを演じたティモシー・オリファントは自身のキャスティング決定の際、複数の友人から「真剣に悪役を演じるよう、ダイ・ハードシリーズの伝統を汚さぬよう」などといったメールを受けたと語っている。
- クライマックスの大型トレーラーとF-35戦闘機の対決シーンの撮影に際し、美術部門チームによってカリフォルニア州ポモナフェアプレックスに位置する広大な駐車場に全長約300メートルの高速道路の巨大セットが組まれた。このセットの横には高さ約12メートルのブルーバックスクリーンが併設され、実写部分を撮影後、VFXチームが作成した実景と見紛うほどに精巧な東海岸の景観を再現したCGをデジタル合成するという手法が取られた。
- テロリストとの戦いを描いた作品であるが、9.11テロのアラブ人テロリスト対白人というイメージを避けるために、FBI側の責任者に有色のクリフ・カーティスを起用した。
- 劇中に登場するF-35戦闘機は、撮影当時はまだ実戦配備されておらず、試作機によるテスト中であるため、使用許可がおりなかった。そこでVFXチームは約3メートルのミニチュア模型（約1/5スケール）と実物大のレプリカ機体を手作りした。
- 劇中に登場するF-35戦闘機は、固定機銃を機体下部に2門装備しているが、実際のF-35戦闘機の垂直離着陸型であるF-35Bには固定機銃は無い。また、固定機銃を有するF-35A（垂直離着陸はできない）も、機銃は機体上部に1門しか無い。
- 監督を手がけたレン・ワイズマンは、本作品のオファーを受ける遥か以前より、第1作目からの熱烈な「ダイ・ハード」シリーズのファンであり、シリーズ全作品のジョン・マクレーンの台詞を全て覚えている。
- 北米での題名"Live Free or Die Hard"は、ニューハンプシャー州の標語（state motto）「Live Free or Die（自由か、しからずんば死か：パトリック・ヘンリーの言葉でもある）」をもじったものである。このため、本作のプリントをイギリスへ運ぶ際は「ニューハンプシャー」という暗号名が使われた。
- 数十台の車両が入り乱れる大掛かりなトンネル内のクラッシュシーンには一切CGは使われておらず、ブルースらの演技を別撮りし合成しているだけである。このシーンでの設定はワシントンD.C.（もしくはその近郊）であるが、ロケはロサンゼルスのダウンタウンにあるGrand Ave, Lower Levelで撮影された。この通りは、トンネルではなく高架になっており、上部も道路である。また、この通りは、両端がT字路で壁になっているためトンネルの出入り口は、通りと交差する4th stが使われた。
- 全米国内と全世界トータルの興行収入はシリーズ最高額を記録した。
- 本作はシリーズで初めて吹替版が同時公開され、マクレーンの日本語吹替には過去三作の『日曜洋画劇場』放送版で担当した野沢那智が起用された。DVD・BD発売時には劇場公開版に加えて過去3作の映像ソフト版で担当した樋浦勉を起用した音源も収録された。本作がテレビ放送、オンデマンド配信される際も、放送局や会社ごとに2つの音源を使い分けている。なお、野沢は本作から約3年後に死去したため、本作がシリーズ最後の担当作となった。
- マクレーンの「ワシントンD.C.へ犯人を護送するだけだったのに」というセリフはブルース・ウィリス主演『16ブロック』の、娘のルーシーに名前で呼び捨てにされて「その呼び方はやめろ」と言い返すやりとりは同じくブルース・ウィリス主演『アルマゲドン』のパロディである。「アルマゲドン」という単語も劇中で何回か言われている。
- 本国アメリカでは、PG-13指定（13歳未満の鑑賞には保護者の強い同意が必要）の劇場公開版のほか、暴力描写や台詞、編集などの異なる"Unrated Version"がDVD発売されており（劇場未公開）、大きくわけて2種類の『ダイ・ハード4.0』が存在することになる。この"Unrated Version"は、2013年に入って日本でも「スペシャル・エディション」と称され（単品販売はなく、本シリーズのボックス・セットの1枚としてではあるが）、ようやく発売された。なお、この「スペシャル・エディション」の日本語吹替音声は野沢那智バージョンのみとなっており、吹替音声のない部分は、英語と字幕による対応となる。
- マクレーンの使用する拳銃はシリーズでおなじみのベレッタM92Fではなく、SIG SAUER P220の.45ACPモデルであるP220"アメリカン"（ピカティニー・レール付きフレーム）になっていた。これは主演のブルース・ウィリス自身の選択である。しかし終盤ではベレッタPx4を使用し、ベレッタ系への回帰を果たした。
- 送電所のシーンで日本から並行輸入されたダイハツ・ハイゼットと三菱・ミニキャブが確認出来る。
- 北米週末興行成績6月29日 - 7月1日では、ディズニー作品の『レミーのおいしいレストラン』に初登場1位を取られ、その後も1位に上がることは無くシリーズ唯一の2位に甘んじてしまったものの、興行成績に関しては前作を超えている。
- 2011年10月での日曜洋画劇場での本作の放送予告において、CMナレーションの大塚明夫は題名を「ダイハード フォー」とは呼ばず、「ダイハード ヨンテンゼロ」と呼んでいた。
- 日本語字幕は戸田奈津子による訳。シリーズ3作目まで字幕を担当した岡枝慎二の没後交替した形である。NHK『英語でしゃべらナイト』出演の際、本作のいくつかの場面からレクチャーを行った。
- エンディングテーマは、CCR（クリーデンス・クリアウォーター・リバイバル）の「フォーチュネイト・サン」。
- 日本ではウェブ予告編映像に隠された電話番号に発信すると、マクレーンの日本語吹き替え版の声優の声で応答するプロモーションが展開された。このプロモーションは「新たな試みで斬新」と米国のFOX本社からも高く評価された[6]。